# Dystrobrevin
Dystrobrevin هوَ بروتين يُشَفر بواسطة جين Dystrobrevin في الإنسان.